# Andrea Filadelli
Andrea Filadelli (Lavagna, 4 aprile 2001) è un nuotatore italiano, specializzato nel nuoto di fondo.

## Biografia
È figlio di Monica Ferraris, giocatrice di pallanuoto, che militò in serie A1 negli anni novanta. È nato da parto in acqua presso l’ospedale di Lavagna, uno dei primo a sperimentare i parti in vasca. Ha due fratelli minori. E' cresiuto a Cisano sul Neva, dove ha vissuto ed è cresciuto. Si è diplomato al Liceo scientifico sportivo liceo Giordano Bruno di Albenga. Studia ingegneria gestionale all’Università.
La sua prima squadra è stata l'Idea Sport. E' arruolato nella Marina Militare dal 14 maggio 2022 e compete per il suo gruppo sportivo. La sua squadra di club è il Superba Nuoto. E' allenato da Renato Marchelli.
All'età di 15 anni, ai campionati mondiali giovanili di Hoorn 2016 ha ottenuto l'oro nella gara 4x1250 m mista, categoria 14-16 anni, con Emanuele Russo, Ludovica Lugli e Giulia Berton. Due anni più tardi ha guadagnato il bronzo ai mondiali giovanili di Eilat 2018 nella 4x1250 m, categoria under 19, assieme a Silvia Ciccarella, Giulia Berton e Nicola Roberto.
Agli europei di Belgrado 2024 ha vinto l'argento nella 5 km a squadre, assieme a Giulia Gabbrielleschi, Ginevra Taddeucci e Marcello Guidi. Si è classificato 7º nella 5 km di fondo.

## Palmarès
| Anno | Manifestazione   | Sede     | Evento         | Risultato | Prestazione | Note |
| ---- | ---------------- | -------- | -------------- | --------- | ----------- | ---- |
| 2024 | Europei di nuoto | Belgrado | 5 km           | 7º        | 53'38"4     |      |
| 2024 | Europei di nuoto | Belgrado | 5 km a squadre | Argento   | 1h06'28"6   |      |

### Altre competizioni
- Vincitore della Coppa LEN nel 2024.